# Arcuphantes shiozakii
Espèce
Arcuphantes shiozakii est une espèce d'araignées aranéomorphes de la famille des Linyphiidae.

## Distribution
Cette espèce est endémique de la préfecture de Mie au Japon,. Elle se rencontre à Owase sur le mont Tengurasan.

## Description
La carapace du mâle holotype mesure 1,10 mm de long sur 0,92 mm et l'abdomen 1,33 mm de long sur 0,79 mm et la carapace de la femelle paratype 0,89 mm de long sur 0,72 mm et l'abdomen 1,31 mm de long sur 0,86 mm.

## Systématique et taxinomie
Cette espèce a été décrite par Ono, Ihara et Nakano en 2024.

## Étymologie
Cette espèce est nommée en l'honneur de Tetsuya Shiozaki.

## Publication originale
- Ono, Ihara, Sugawara & Nakano, 2024 : « Two new species of Arcuphantes (Araneae: Linyphiidae: Micronetinae) from Owase, Kii Peninsula, Japan. » Acta Arachnologica, vol. 73, no 1, p. 17-22 (texte intégral).